# Dominique Dron
 (juillet 2025).
 (juillet 2025).
 (juillet 2025).
La mise en forme du texte ne suit pas les recommandations de Wikipédia : il faut le « wikifier ».
Les points d'amélioration suivants sont les cas les plus fréquents :
- Les titres sont pré-formatés par le logiciel. Ils ne sont ni en capitales, ni en gras.
- Le texte ne doit pas être écrit en capitales (les noms de famille non plus), ni en gras, ni en italique, ni en « petit »…
- Le gras n'est utilisé que pour surligner le titre de l'article dans l'introduction, une seule fois.
- L'italique est rarement utilisé : mots en langue étrangère, titres d'œuvres, noms de bateaux, etc.
- Les citations ne sont pas en italique mais en corps de texte normal. Elles sont entourées par des guillemets français : « et ».
- Les listes à puces sont à éviter, des paragraphes rédigés étant largement préférés. Les tableaux sont à réserver à la présentation de données structurées (résultats, etc.).
- Les appels de note de bas de page (petits chiffres en exposant, introduits par l'outil «  Source ») sont à placer entre la fin de phrase et le point final[comme ça].
- Les liens internes (vers d'autres articles de Wikipédia) sont à choisir avec parcimonie. Créez des liens vers des articles approfondissant le sujet. Les termes génériques sans rapport avec le sujet sont à éviter, ainsi que les répétitions de liens vers un même terme.
- Les liens externes sont à placer uniquement dans une section « Liens externes », à la fin de l'article. Ces liens sont à choisir avec parcimonie suivant les règles définies. Si un lien sert de source à l'article, son insertion dans le texte est à faire par les notes de bas de page.
- La présentation des références doit suivre les conventions bibliographiques. Il est recommandé d'utiliser les modèles {{Ouvrage}}, {{Chapitre}}, {{Article}}, {{Lien web}} et/ou {{Bibliographie}}. Le mode d'édition visuel peut mettre en forme automatiquement les références.
- Insérer une infobox (cadre d'informations à droite) n'est pas obligatoire pour parachever la mise en page.

Pour une aide détaillée, merci de consulter Aide:Wikification.
Si vous pensez que ces points ont été résolus, vous pouvez retirer ce bandeau et améliorer la mise en forme d'un autre article.
Pour les articles homonymes, voir Dron.
Dominique Dron (née le 13 mars 1960 à Cambrai dans le Nord) est une haute fonctionnaire française, ancienne élève de l'École Normale Supérieure Ulm-Sèvres et de l'École des Mines Paristech, et environnementaliste. Elle est nommée le 2 mai 2011 responsable du Commissariat général au développement durable (CGDD) et de la Délégation interministérielle au développement durable en remplacement de Michèle Pappalardo, jusqu'en novembre 2012.

## Biographie

### Cursus et fonctions universitaires
- Lauréate du Concours général de philosophie (1976)
- Reçue première à l'École normale supérieure de jeunes filles (promotion S1982)[1]
- Titulaire d'une licence de biologie des organismes et des populations, d'une maîtrise d'océanographie (1984), d'un DEA de pétrographie (1984), agrégée de sciences naturelles (1985)
- Ingénieure générale du corps des mines
- De 2004 à 2010 : professeure à Mines ParisTech, où elle fonde la chaire « Nouvelles stratégies énergétiques »

### Fonctions publiques
- 1989 - 1992 : Chef du service régional de l'environnement à la DRIRE de Provence-Alpes-Côte d'Azur
- 1992 - 1993 : Chef du programme prioritaire déchets à l'ADEME
- 1993 - 1994 : Directrice du développement de l'ADEME
- 1994 - 1999 : Responsable de la Prospective et de la stratégie, Ministère de l'Aménagement du Territoire et de l'Environnement
- 2000 - 2002 : Responsable du projet OMC-PAC-Environnement (ATEPE) à la direction générale de l'INRA
- Janvier 2002 - mars 2004 : Présidente de la Mission interministérielle de l'Effet de serre (service du Premier ministre)
- Juillet 2007 - septembre 2010 : Conseillère auprès de Jean-Louis Borloo pour le Grenelle de l'environnement
- Octobre 2010 - mai 2011 : Directrice générale déléguée de l’IFREMER
- 2 mai 2011 - novembre 2012 : Déléguée Interministérielle au Développement Durable et Commissaire générale au développement durable[2]
- depuis 2012 : Conseil Général de l'Économie, ministère de l'Économie

### Groupes de travail, comités et associations
Elle a présidé le comité scientifique et technique du réseau Environnement du CNAM, le conseil scientifique de la Fondation Enerbio de l’IFP et le conseil scientifique « Vulnérabilités » à l’ANR (Agence Nationale de la Recherche). Elle est membre du comité d'orientation de la Revue Responsabilité et Environnement, après avoir appartenu au comité stratégique « Énergie » de l’ANR et du conseil d’administration d’Observ’ER (personnalités qualifiées).

## Décorations
- Chevalière de la Légion d'honneur (2005)[3]
- Officière de l'ordre national du Mérite par décret du 2 mai 2017[4]
  -  Chevalière de l'ordre national du Mérite par décret du 24 septembre 2002
- Chevalière de l'ordre du Mérite agricole
- Chevalière de l'ordre du Mérite maritime